# Hymenophyllum lanatum
Hymenophyllum lanatum är en hinnbräkenväxtart som beskrevs av Fée. Hymenophyllum lanatum ingår i släktet Hymenophyllum och familjen Hymenophyllaceae. Inga underarter finns listade.